# Remlicht

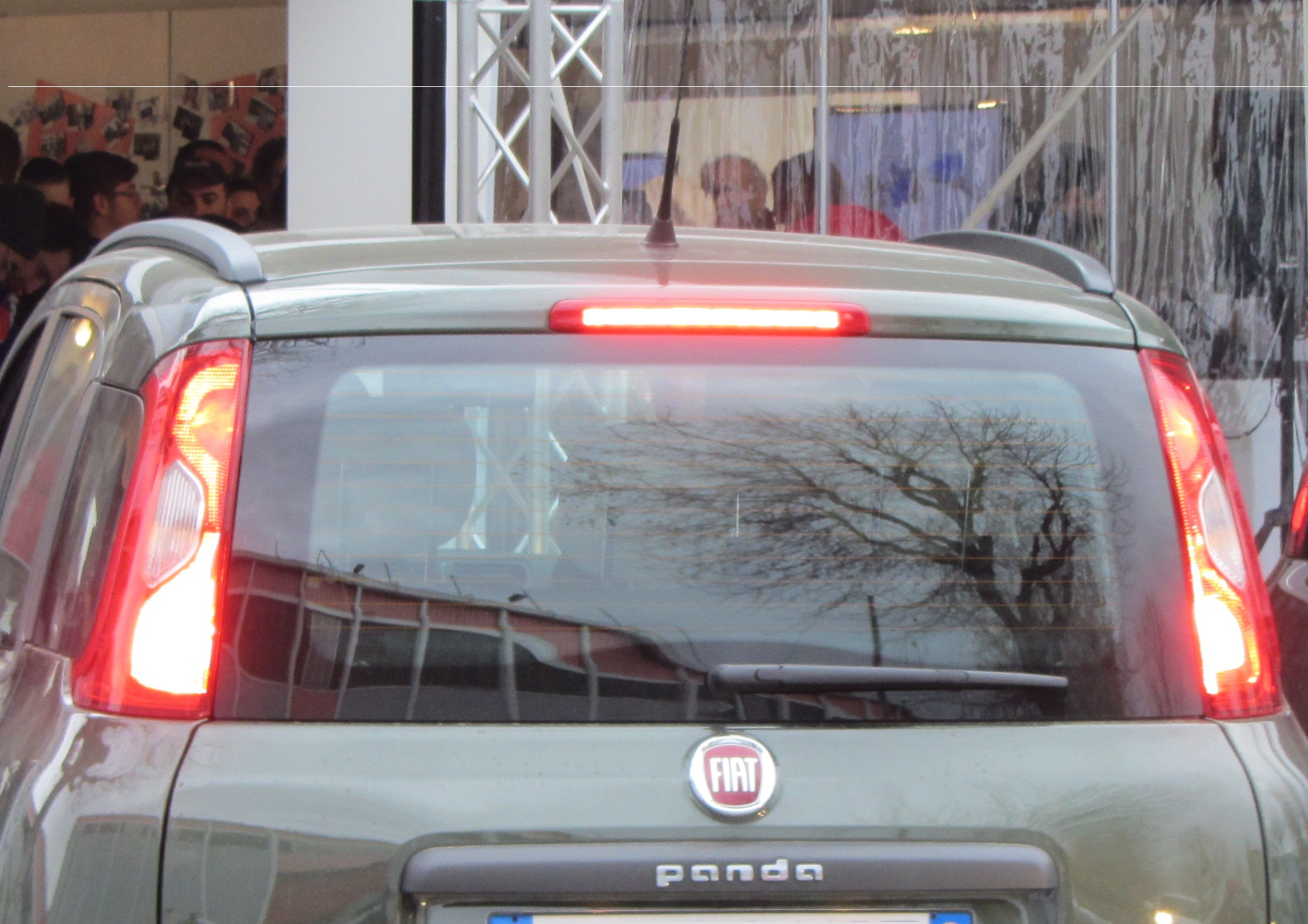
Remlichten

Een remlicht, ook wel stoplicht, is een rood signaallicht achter op een motorvoertuig of een aanhangwagen, dat gaat branden als de rem in werking treedt. Het doel hiervan is om achteropkomend verkeer te waarschuwen dat hun voorligger remt.

## Derde remlicht
Het derde remlicht geeft als losstaande lamp een groter contrast aan het remmen doordat het niet is geïntegreerd in de achterverlichting die constant op lagere lichtsterkte brandt.
In Nederland moeten auto's die na 30 september 2001 in gebruik genomen zijn een derde remlicht hebben. Dit derde remlicht moet in het midden geplaatst zijn en hoger zitten dan de twee andere remlichten. In België geldt dat voor auto's die in gebruik zijn genomen na 1 mei 2003.
achterlicht · achteruitrijlicht · contourverlichting · dagrijverlichting · dimlicht · fietsverlichting · groot licht · kentekenplaatverlichting · koplamp · mistlamp · remlicht · richtingaanwijzer · waarschuwingsknipperlicht · stadslicht · verstraler · zijmarkeringslicht · zwaailicht